# Tấn công Palmyra (2017)
Cuộc tấn công Palmyra (năm 2017) do quân đội Ả rập Syria phát động nhằm chống lại lực lượng vũ trang của Nhà nước Hồi giáo Iraq và Levant (ISIL) tại Eastern Homs Governorate vào tháng 1 năm 2017 với mục tiêu thu hồi Palmyra và vùng nông thôn xung quanh. Nhà nước Hồi giáo Iraq và Levant đã tái chiếm thành phố Palmyra trong một cuộc tấn công đột ngột từ ngày 8 đến 11 tháng 12, sau khi bị chính phủ Syria và quân đội Nga trục xuất vào tháng 3 năm 2016. Vào ngày 2 tháng 3 năm 2017, quân đội Syria, với sự gia cố của quân Nga, đã thành công trong việc thu hồi lại thành phố Palmyra.

## Bối cảnh
Bài chi tiết: Cuộc tấn công của Palmyra (Tháng 12 năm 2016)
Vào giữa tháng 12, ISIL tung ra một cuộc tấn công vào Palmyra, [29] cuối cùng kiểm soát hoàn toàn thành phố khi quân đội Syria rút lui. ISIL bắt đầu tiến về phía tây từ Palmyra đến Căn cứ Không quân Quân sự Tiyas (còn gọi là căn cứ không quân Al-Taifor và T4) sau khi thành phố chiếm được.
Các cuộc đụng độ tiếp tục quanh căn cứ không quân cho đến cuối tháng 12, khi cuộc tấn công của ISIL đã bị đẩy lùi. Vào đầu tháng 1 năm 2017, ISIL đã rút lui khỏi các khu vực xung quanh sân bay.